# Усть-Тасуркай
Усть-Тасурка́й (рос. Усть-Тасуркай) — село у складі Приаргунського округу Забайкальського краю, Росія.

## Населення
Населення — 469 осіб (2010; 559 у 2002).
Національний склад (станом на 2002 рік):
- росіяни — 91 %